# Кровяркі (Сілезьке воєводство)
Кровяркі (пол. Krowiarki) — село в Польщі, у гміні Петровиці-Великі Рациборського повіту Сілезького воєводства.
Населення — 938 осіб (2011).
У 1975-1998 роках село належало до Катовицького воєводства.

## Демографія
Демографічна структура станом на 31 березня 2011 року:
|          | Загалом | Допрацездатний вік | Працездатний вік | Постпрацездатний вік |
| -------- | ------- | ------------------ | ---------------- | -------------------- |
| Чоловіки | 451     | 72                 | 315              | 64                   |
| Жінки    | 487     | 83                 | 297              | 107                  |
| Разом    | 938     | 155                | 612              | 171                  |